# Gilles Lalay Classic
La Gilles Lalay Classic est une course d'enduro disputée annuellement entre 1992 et 1999, puis en 2001. Elle avait lieu dans le Limousin, où vivait l'ancien pilote Gilles Lalay, décédé en janvier 1992 sur le Rallye Dakar et qui avait imaginé l'épreuve.

## Histoire

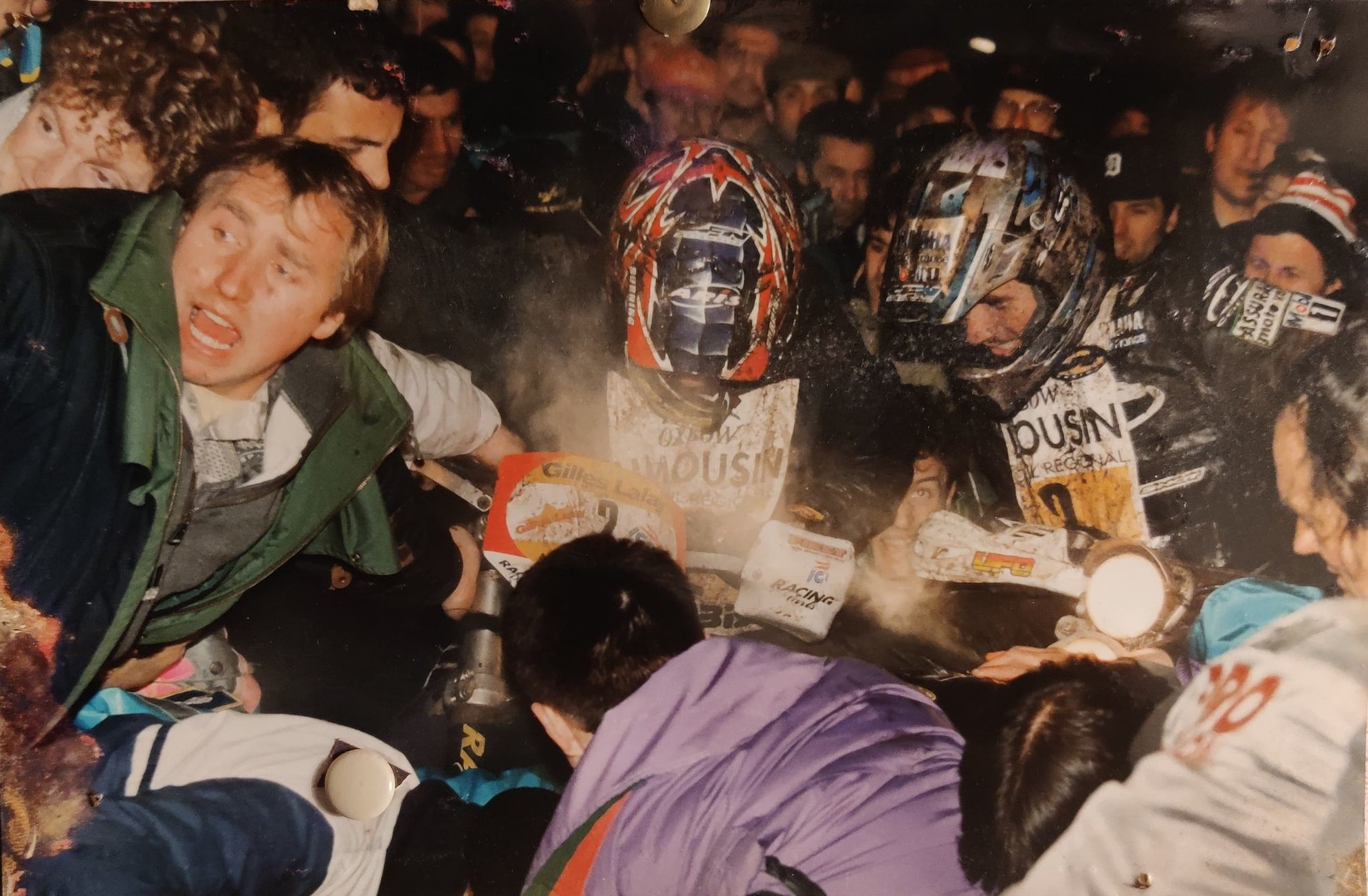
Laurent Charbonnel (à gauche) et Stéphane Peterhansel (à droite), aidés par le public dans la Côte du Corbeau mort, lors de la Gilles Lalay Classic 1996.

La première édition de la Gilles Lalay Classic a lieu au mois de mars 1992, quelques semaines après le décès de Gilles Lalay sur le Rallye Dakar, à 29 ans. L'enduriste imaginait son épreuve depuis un moment. Il voulait créer dans le Limousin, où il vivait, la course d'enduro la plus dure du monde et l'appeler « Dead Line », à l'inverse de courses qu'il jugeait toujours plus faciles. « Le vainqueur sera le dernier à rester sur sa bécane », disait-il alors.
Finalement, l'épreuve est renommée « Gilles Lalay Classic » après la mort du pilote. Le Suédois Sven-Erik Jönsson remporte les deux premières éditions, en 1992 et 1993, et la course s'impose immédiatement dans le calendrier enduriste. L'épreuve se dispute en deux phases. Le matin, l'ensemble des participants s'élance sur une boucle de 80 km entrecoupée de quatre spéciales chronométrée (deux spéciales banderolées et deux en ligne), entre Limoges et Peyrat-le-Château. Seuls les cent premiers tout chronos confondus sont conservés pour l'après-midi, où le second départ est donné à 15 h et 15 min pour la boucle finale dans l'enfer vert du limousin.
Les pilotes doivent franchir de nombreuses côtes, des bourbiers, des pierriers. Ils peuvent être aidés par le public, sans qui certains passages seraient quasiment infranchissables même pour les meilleurs concurrents. Les motos sont équipées pour l'occasion. Des sangles sont ainsi attachées à la fourche ou derrière la selle, pour permettre aux spectateurs de tirer la moto sans l'endommager.
Les concurrents ont jusqu'à minuit pour rejoindre l'arrivée aux guidons de leurs motos spécialement équipées de projecteurs puissants, jugée au sommet de la Côte du Corbeau Mort. Une montée impossible à gravir complètement sans l'aide du public, encore plus après des heures d'effort. En 1995, ils ne sont que quatre pilotes à terminer la Gilles Lalay Classic : Cyril Esquirol, le vainqueur, Laurent Charbonnel, Stéphane Peterhansel et Arnaldo Nicoli (ITA). Il faut à Cyril Esquirol sept heures et 32 minutes pour rallier Peyrat-le-Château et la Côte du Corbeau Mort.
En 1996, Laurent Charbonnel et Stéphane Peterhansel se disputent la victoire jusqu'aux derniers hectomètres de la Côte du Corbeau Mort. Peterhansel arrive le premier au bas de la dernière difficulté, mais c'est finalement Charbonnel qui franchit la ligne avec une poignée de secondes d'avance, grâce à l'aide des spectateurs. Dans la foulée, les deux pilotes sont déclarés vainqueurs ex-aequo, un cas unique dans l'histoire de la Gilles Lalay Classic.

## Disparition
En 2000, la Gilles Lalay Classic est annulée à cause de la tempête de la fin d'année 1999. L'épreuve revient en 2001 pour ce qui sera sa dernière édition. Quinze pilotes terminent cette année-là et la victoire revient à David Castera, qui sera ensuite directeur du Rallye Dakar, devant Cyril Despres. Après cette neuvième édition, l'épreuve disparaît.
En 2020, deux décennies après la disparition de la Gilles Lalay Classic, des organisateurs locaux décident de relancer une épreuve ressemblante sous le nom « Extrême Peyratoise »,. Une deuxième édition se tient en 2023.

## Palmarès
| Édition | Vainqueur                                                      | Second                                                         | Troisième                     |
| ------- | -------------------------------------------------------------- | -------------------------------------------------------------- | ----------------------------- |
| 1992    | Sven-Erik Jönsson (Husqvarna)                                  | Alain Olivier (Kawasaki)                                       | Paul Edmonson (Husqvarna)     |
| 1993    | Sven-Erik Jönsson (Husqvarna)                                  | Kent Karlsson (Husaberg)                                       | Laurent Charbonnel (Kawasaki) |
| 1994    | Cyril Esquirol (Husqvarna)                                     | Sven-Erik Jönsson (Husqvarna)                                  | Alain Olivier (Kawasaki)      |
| 1995    | Cyril Esquirol (Honda)                                         | Laurent Charbonnel (Kawasaki)                                  | Stéphane Peterhansel (Yamaha) |
| 1996    | Laurent Charbonnel (Kawasaki) et Stéphane Peterhansel (Yamaha) | Laurent Charbonnel (Kawasaki) et Stéphane Peterhansel (Yamaha) | Giovanni Sala (KTM)           |
| 1997    | Laurent Charbonnel (Kawasaki)                                  | David Castera (Yamaha)                                         | Cyril Esquirol (Honda)        |
| 1998    | Cyril Esquirol (Honda)                                         | Gilles Algay (Yamaha)                                          | Serge Nuques (Yamaha)         |
| 1999    | Cyril Esquirol (Honda)                                         | David Castera (Yamaha)                                         | Laurent Charbonnel (Kawasaki) |
| 2001    | David Castera (Yamaha)                                         | Cyril Despres (Honda)                                          | Michel Gau (Honda)            |